# Metaphycus clymene
Metaphycus clymene är en stekelart som beskrevs av John S. Noyes 2004. Metaphycus clymene ingår i släktet Metaphycus och familjen sköldlussteklar.
Artens utbredningsområde är:
- Belize.
- Costa Rica.

Inga underarter finns listade i Catalogue of Life.